# Compagnie des mines d'Ostricourt
La Compagnie des mines d'Ostricourt exploitait le charbon dans le Bassin minier du Nord-Pas-de-Calais du 19 décembre 1860, date de la création de la compagnie, jusqu'à la nationalisation le 17 mai 1946. Huit puits ont été creusés par la compagnie, numérotés de 1 à 7 bis.

## Historique

### Avant 1880

#### Mémoire d'Émile Vuillemin en 1855
Le 19 février 1855, Émile Vuillemin dépose à la Préfecture du Nord un pli cacheté, destiné à être ouvert ultérieurement, contenant un mémoire, avec carte à l'appui, dans lequel il expose que les connaissances acquises par les travaux d'exploration alors exécutés, démontrent que le bassin houiller s'étendant de Quiévrain au-delà de Béthune, sur une longueur de cent kilomètres, présente partout une largeur comprise entre huit et dix kilomètres. Or, si l'on trace sur une carte une première ligne représentant la limite méridionale du Bassin houiller d'Aniche à Hénin-Liétard, d'après les indications fournies par de nombreux sondages, et une seconde ligne au nord, parallèle à la première, et distante de celle-ci de sept kilomètres seulement, on voit que cette dernière ligne laisse entre elle et les limites septentrionales des concessions d'Aniche, de l'Escarpelle et de Dourges, une surface relativement considérable de terrain houiller, susceptible de donner lieu à l'établissement d'une nouvelle concession.
Il informe en même temps le Préfet du Nord que, pour vérifier l'exactitude des observations ci-dessus exposées, il entreprend plusieurs sondages : d'abord à Ostricourt et à Râches, et successivement sur d'autres points de la zone qu'il préjuge devoir renfermer la formation houillère. Ces prévisions d'Émile Vuillemin ont été confirmées par les nombreuses recherches effectuées par les Compagnies d'Ostricourt, de Meurchin, de Carvin et autres, qui ont constaté l'existence, au nord et en dehors des concessions précédemment instituées, d'une surface très considérable de terrain houiller, qui a été l'objet de l'établissement de cinq nouvelles concessions : Ostricourt, Carvin, Annœullin, Meurchin et Douvrin, présentant ensemble une superficie de 6 834 hectares.

#### Constitution de la Société de recherches
Une Société de recherches s'est constituée, dès le 13 février 1855, au capital de 104 000 francs, divisé en 26 parts de 4 000 francs, pour confirmer les prévisions exposées dans le mémoire dont il vient d'être parlé.
Elle commence, le 7 février 1855, un premier sondage, no 169, au sud d'Ostricourt, et y découvre la houille le 6 juillet 1855. Un second, no 244, est placé, le 29 mars de la même année, au nord de la concession d'Aniche, à Râches ; et un troisième, no 170, au nord d'Ostricourt. Le premier sondage d'Ostricourt est à peine installé, que les Compagnies de Dourges et de l'Escarpelle, qui n'ont jamais pensé que le terrain houiller existait au nord de leurs concessions, ouvrent des sondages : la première à Ostricourt, no 31 ; la seconde à Moncheaux, no 292.
En même temps, elles demandent toutes deux, à titre d'extension, la concession des terrains sur lesquels les travaux de la nouvelle Société de recherches a appelé leur attention. Celle-ci, immédiatement après la découverte de la houille au sondage d'Ostricourt, le 9 juillet 1855, demande une concession de 35 kilomètres carrés environ. Voulant poursuivre avec activité ses travaux, et se créer des droits plus imposants encore par la création prompte d'une exploitation, la Société de recherches se transforme, le 22 novembre 1855, en Société d'exploitation.

#### Statuts de la Société d'exploitation
La Société prend la dénomination de Compagnie charbonnière Douaisienne. Son but est la continuation des travaux de recherches et l'exploitation des mines de charbons de terre dans les territoires compris dans le périmètre de la demande en concession formée par les comparants le 9 juillet 1855. La durée est de 99 ans.
Les comparants font apport des travaux de sondages, exécutés à Ostricourt et à Râches, qui ont amené la découverte de la houille dans le premier et du terrain houiller dans le second ; des droits qui peuvent résulter des dits travaux et découvertes et de la demande en concession. Le capital est de trois millions de francs, représenté par 6 000 actions de 500 francs. Les actions sont nominatives. En compensation de leur apport, les comparants recevront 3 000 actions affranchies du premier versement de 250 francs. Toutes les actions sont émises.
La Société est régie par un comité administratif composé de huit membres nommés par l'Assemblée générale, et possédant chacun au moins 40 actions. Le sort désigne chaque année la sortie d'un administrateur, et la première assemblée générale qui suit pourvoit à la nomination d'un nouveau membre, en remplacement du membre sortant, jusqu'à épuisement. Tous les ans a lieu une assemblée générale des actionnaires. Pour en faire partie, il faut posséder dix actions donnant droit à une voix. Le même actionnaire ne peut avoir plus de dix voix.
L'Assemblée générale entend le compte qui lui est présenté par le Comité administratif, nomme les membres du dit comité, et statue sur toutes les propositions qui lui sont soumises par le comité administratif en conformité de l'ordre du jour. Le 30 juin de chaque année, les écritures sont arrêtées et l'inventaire dressé par le comité administratif. Celui-ci fixe le chiffre du dividende, et constitue, s'il le juge utile, un fonds de réserve qui ne pourra dépasser 300 000 francs.

#### Concession

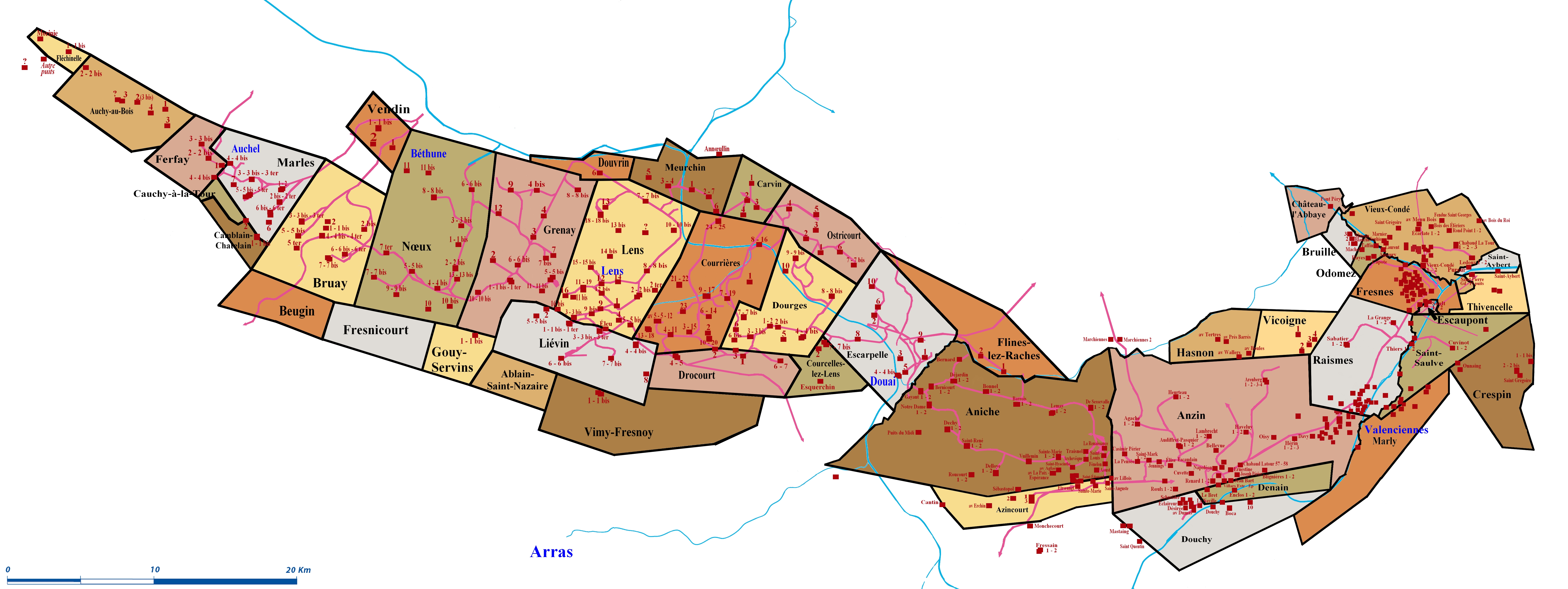
La concession d'Ostricourt parmi les puits et les concessions du bassin minier.

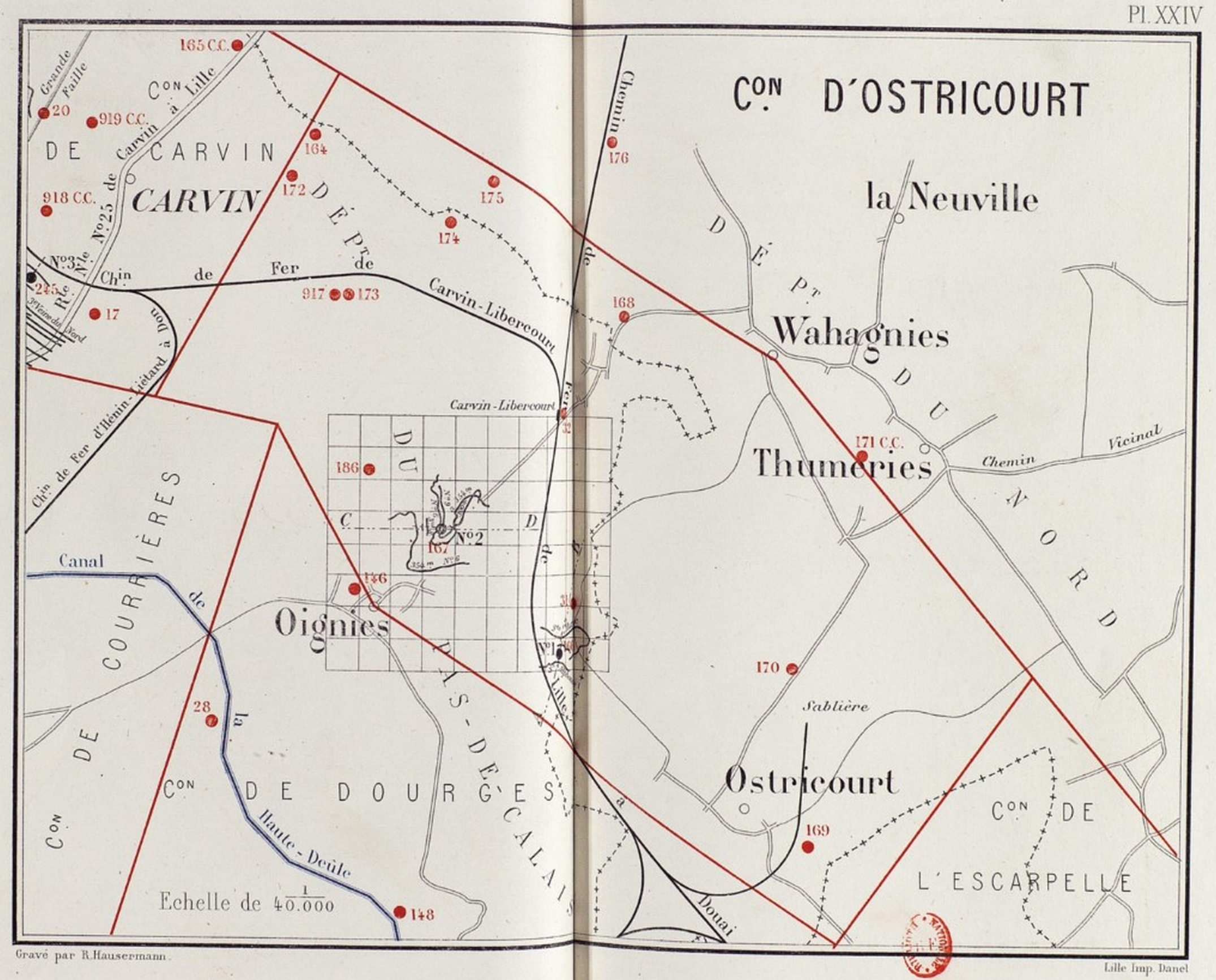
État des travaux en 1880.

La Société de recherches a à peine installé son premier sondage à Ostricourt, que les Compagnies de Dourges et de l'Escarpelle, même avant toute exécution de travaux, adressent au Gouvernement des demandes d'extension de leurs concessions au nord : la première, le 10 mars ; la deuxième, le 21 mars 1855. La demande de la Société Douaisienne n'est formulée qu'après la découverte de la houille dans son premier sondage, le 9 juillet 1855. L'instruction de ces diverses demandes a été très longue et très laborieuse.
Les Compagnies de Dourges et de l'Escarpelle invoquent une prétendue promesse faite par l'Administration dans les lettres d'envoi de leur décret de concession, de la réserve des terrains au nord dans lesquels la présence de la houille pourrait être ultérieurement reconnue ; le principe de la division du Bassin houiller en tranches dirigées du sud au nord qui a, suivant elles, présidé à toutes les concessions du Pas-de-Calais, principe qu'on a laissé de côté précisément dans l'établissement de la concession de Dourges.
La Compagnie Douaisienne fait reposer ses droits à une concession, sur l'antériorité de ses recherches, de ses découvertes, sur l'intérêt public qui s'attache à l'établissement d'une nouvelle concession, présentant une grande superficie de terrain houiller, et susceptible de donner lieu à la création d'une exploitation importante et très viable. Elle fait ressortir que cette grande étendue de terrain houiller resterait improductive entre les mains de deux Sociétés qui possèdent déjà des concessions respectives de 3 787 et de 4 721 hectares, sur lesquelles elles n'ont exécuté jusqu'alors que des travaux très peu importants. Les enquêtes locales ont mis en évidence les titres de la Compagnie Douaisienne et, sur l'avis des Ingénieurs des mines, les Préfets du Nord et du Pas-de-Calais proposent au Gouvernement de lui accorder la concession du terrain houiller situé au nord des concessions de Dourges et de Courrières. Quant à la partie de la demande de concession au nord de l'Escarpelle et d'Aniche, elle est ajournée, par suite de l'absence de découvertes de houille par les sondages exécutés.
Contrairement à la proposition du Rapporteur, le Conseil des Mines émet, en août 1855, à la majorité d'une voix, l'avis fort inattendu d'accorder à la Compagnie de Dourges, en extension de sa concession, tous les terrains sur lesquels la Compagnie Douaisienne vient de découvrir le terrain houiller et la houille. Le conseil d'administration de la Compagnie Douaisienne, convaincu que cet avis du Conseil des Mines est le résultat d'une étude incomplète, que les nouveaux faits établis par les travaux exécutés dans les deux dernières années doivent modifier, s'unit avec les Compagnies voisines, Meurchin, Carvin et Don, pour provoquer un nouvel examen de la question.
Enfin, il est donné juste satisfaction à des droits parfaitement reconnus, et des décrets, en date du 19 décembre 1860, instituent quatre nouvelles concessions au nord de celles existantes. À savoir la concession d'Ostricourt, d'une superficie de 2 300 hectares, Meurchin (1 626 hectares), Carvin (1 150 hectares) et Annœullin (920 hectares), soit un ensemble de 5 996 hectares concédés.
Le décret de concession a stipulé, en faveur de la Compagnie de Libercourt, une indemnité de 20 000 francs pour sa part dans l'invention des Mines d'Ostricourt. Cette Compagnie réclame, en outre, le remboursement d'un sondage comme travail utile, et la Compagnie Douaisienne a dû effectuer ce remboursement. D'un autre côté, la Compagnie de Dourges obtient, contre l'avis défavorable d'experts, du Conseil de préfecture du Pas-de-Calais, un jugement du 27 octobre 1864, qui condamne la Compagnie Douaisienne à lui rembourser également le prix coûtant de l'un de ces sondages. Ce jugement, porté devant le Conseil d'État, a même été aggravé, et la Compagnie est condamnée à payer les deux sondages exécutés par la Compagnie de Dourges. La Compagnie Douaisienne a eu à payer, du fait de ces remboursements de travaux, la somme de 58 237,85 francs, et cependant, c'était cette Compagnie qui, la première, avait eu l'idée de l'existence du terrain houiller et de la houille au Nord des concessions existantes ; c'était elle qui, la première, avait exécuté des travaux pour constater cette existence, et qui l'avait en effet constatée la première.
M. l'Inspecteur général apprécie ainsi, dans son rapport au Conseil général des Mines, les revendications de la Société de Libercourt :
« Je n'ai pas besoin d'ajouter que, pas plus que Messieurs les Ingénieurs Dormoy et Boudousquié et que M. le Préfet du Nord, je ne propose d'allouer une indemnité d'invention à cette Société, et c'est le lieu de remarquer à quelles conséquences abusives on serait conduit si on entrait dans une pareille voie. Rien de plus facile, en effet, dans la partie du terrain qui nous occupe, que de se placer de manière à arriver à coup sûr sur la houille, et l'auteur d'un pareil travail viendrait ensuite demander aux explorateurs sérieux qui lui ont montré le chemin, non seulement le remboursement de ses dépenses, mais encore une indemnité d'invention de 80 000 francs, plus ou moins. Cela n'est pas admissible, et il importe de décourager de telles spéculations. »

#### Travaux
La Société de recherches a exécuté trois sondages, nos 160, 244 et 170. Ils ont été suivis de trois autres (à Montécouvé, no 299, à Thumeries, no 171 et à Buqueux, no 173), qui ont exploré complètement le périmètre demandé en concession.
Une première fosse est ouverte à Oignies, en juillet 1856. Elle traverse 22,54 mètres de terrains tertiaires, et a été poussée jusqu'à 61,87 mètres sans difficulté, avec épuisement par une machine d'extraction de vingt chevaux et à l'aide de tonneaux. L'eau devenant plus abondante, on installe sur la fosse une petite machine d'épuisement à traction directe de cinquante chevaux, et on traverse ainsi tout le niveau jusqu'à 87,26 mètres, profondeur à laquelle est établie la base du cuvelage. À la fin de 1857, on atteint le terrain houiller à 156,35 mètres, puis on traverse plusieurs veinules de houille : vingt centimètres à 161,33 mètres, vingt centimètres à 185,50 mètres et trente centimètres à 193,64 mètres.
Un premier accrochage est ouvert à 193,44 mètres, et une galerie dirigée au nord rencontra enfin une veine, dite Sainte-Marie, de 60 centimètres, à 132 mètres du puits et faiblement inclinée. L'exploitation de cette couche fournit en 1858-59, 21 407 hectolitres. On y exécute des explorations importantes sur 900 mètres en direction, et suivant l'inclinaison jusqu'au tourtia. Mais la veine est ondulée et souvent interrompue par des étranglements. Un deuxième accrochage est établi à 223,94 mètres. On y atteint, par des bowettes au nord et au sud, deux autres veines où l'on effectue des travaux d'exploitation.
Mais l'exploitation de ces trois couches, peu inclinées, irrégulières, présentant une suite de renflements suivis d'amincissements, ou de parties stériles, ne fournit que de faibles quantités de houille, à savoir : 21 407 hectolitres soit 2 034 tonnes en 1858-59, 37 506 hectolitres soit 3 563 tonnes en 1859-60, 106 688 hectolitres soit 10 135 tonnes en 1860-61, 211 918 hectolitres soit 20 132 tonnes en 1861-62, 281 736 hectolitres soit 26 765 tonnes en 1862-63, 177 322 hectolitres soit 16 846 tonnes en 1863-64, 30 334 hectolitres soit 2 882 tonnes en 1864-65, soit un ensemble de 866 911 hectolitres ou 82 357 tonnes.
En juillet 1864, la fosse no 1 est en approfondissement. À 265,34 mètres, on traversé un grès fissuré donnant de l'eau sulfureuse, qui brûlé les pieds des ouvriers mineurs assez fortement pour les obliger successivement à suspendre leur travail pendant deux jours de temps en temps. L'inclinaison du terrain n'est que de 7 à 8°. L'irrégularité des terrains, la nature maigre de la houille, les conditions mauvaises de l'exploitation et les pertes qu'elle donne, décident l'administration de la Compagnie à suspendre tout travail à cette fosse, sur la fin de 1864, et à reporter tous ses efforts sur l'exploitation de la fosse no 2.
Cette fosse no 2 a été commencée en 1860. On y atteint la profondeur de 61,45 mètres sans le secours d'une machine d'épuisement ; mais à cette profondeur, la quantité d'eau à épuiser s'élève à 300 hectolitres par heure. On ne peut en venir à bout avec la machine d'extraction de vingt chevaux, et on installe une petite machine d'épuisement de cinquante chevaux, qui permet de pousser l'approfondissement à 71,48 mètres. Elle devient alors insuffisante, et on doit recourir à une machine de 200 chevaux, louée par la Compagnie de Meurchin. Cette machine, alimentée par cinq générateurs et avec deux pompes de 50 et 55 centimètres de diamètre, élève jusqu'à 65 hectolitres d'eau par minute. Des picotages successifs retiennent les eaux, et à 86 mètres on peut établir la base définitive du cuvelage.
Le terrain houiller est rencontré à 151,95 mètres. Enfin, en 1863, cette fosse entre en exploitation. Elle a été approfondie jusqu'à 378,14 mètres. Elle a recoupé neuf couches de houille, dont cinq seulement ont été reconnues exploitables. L'une d'elles, la no 6, a même une assez grande épaisseur : de 1,10 à 1,50 mètre. Cette couche, et la no 9, ont fourni la très grande partie de l'extraction.
Les terrains de la fosse no 2 sont assez tourmentés. Toutefois, on y a suivi, sur d'assez grandes longueurs, la veine no 6, dans des conditions d'exploitation favorables ; et aujourd'hui cette fosse peut fournir une extraction importante, à un prix de revient faible. Le cuvelage en bois donne lieu, vers sa base, à des ruptures de pièces assez fréquentes. On a été obligé, en 1870, de le revêtir d'une chemise en fonte sur 14,20 mètres de hauteur, ce qui a réduit le diamètre de la fosse à 3,58 mètres dans cette chemise. Jusqu'en mars 1871, l'extraction du charbon et des eaux s'effectue avec des tonneaux. On se décide à y établir un système de guides à câbles en fil de fer ; et, depuis lors, l'extraction se fait au moyen de deux berlines superposées, de cinq hectolitres chacune.
Ce système offre bien des désagréments dans les mines du Nord, où l'on est obligé d'avoir deux et même trois accrochages en activité en même temps, et de plus, d'extraire les eaux avec la machine d'extraction. Aussi la fosse no 2 d'Ostricourt est le seul point de la région où ce système ait été adopté.

#### Grisou
L'exploitation de charbons maigres à Ostricourt ne fait pas prévoir qu'on trouverait du grisou dans les travaux. C'est cependant ce qui est arrivé à la fosse no 2. Il se montre d'abord en petite quantité, et l'aérage ordinaire suffit à l'enlever au fur et à mesure qu'il se produit. Mais le 6 février 1868, un dégagement plus abondant de ce gaz a eu lieu dans une taille ; il s'est enflammé et a amené une explosion qui a causé la mort de quatre ouvriers.
Depuis cette époque, la présence du grisou a continué à se manifester, et on a à lutter contre ce terrible ennemi. Un fait assez singulier a été remarqué : c'est dans la veine no 4 que le grisou a paru pour la première fois ; on n'en a pas constaté la présence dans les couches supérieures au no 4, tandis que toutes les couches inférieures en renferment en plus ou en moins grande quantité.

#### Rapports d'Ingénieurs sur la situation en 1866
En 1866, les houilles sont très demandées et les prix de vente sont élevés. Le conseil d'administration de la Compagnie des mines d'Ostricourt, préoccupé de l'épuisement de son capital et des mauvais résultats que donne son exploitation, a voulu s'éclairer sur ce qu'il y a à faire pour sortir de cette fâcheuse situation, et pose à trois ingénieurs, Messieurs de Bracquemont, de Boisset et Demilly, un programme de questions auquel il les a prié de vouloir bien répondre.
Au 22 août 1865, la Compagnie a dépensé 3 106 042,78 francs. Sur cette somme, la vente des charbons a produit 1 126 792,52 francs, la dépense réelle est de 1 979 245,26 francs. Les recettes à cette époque sont de 2 072 871,35 francs, à savoir 1 946 965,40 francs en produit du versement des actions et 125 925,95 francs en produits divers. Il lui reste disponible 93 646,09 francs,
moins l'excédent de ses dettes sur ses valeurs diverses (3 932,33 francs) soit 89 713,76 francs. Il lui reste à appeler cinquante francs sur 6 000 actions soit 300 000 francs. Le total des ressources est de 389 713,76 francs.
La question est donc de savoir s'il est possible, avec ces ressources de créer une exploitation fructueuse et par quels moyens. En cas de réponse négative, quel parti devrait prendre la Société, soit pour se procurer de nouveaux capitaux, soit pour sauvegarder ceux qu'elle a déjà engagés dans l'entreprise ? Messieurs les Ingénieurs ont répondu :
«  La production de 1865 s'étant élevée à 254 470 hectolitres, qui ont coûté 215 040,90 francs, déduction faite de certaines dépenses qui ne concernaient pas l'extraction, il en résulte 0,845 franc pour prix de revient total. C'est un prix normal, dont il n'est guère permis d'espérer la réduction.

Mais, si l'extraction montait à 600 000 hectolitres, les frais d'exploitation proprement dits descendant très probablement à 65 centimes, et les frais généraux ne pouvant dépasser dix centimes, on obtiendrait alors un prix de revient total de 75 centimes, qui serait certainement rémunérateur. Malheureusement ces appréciations, quoique raisonnables et nullement exagérées, ne reposent que sur des éventualités futures, et ne présentent, en ce qui concerne les travaux de mine, aucun caractère de certitude absolue.
Pendant l'année 1865, on a vendu et consommé 270 376 hectolitres, qui ont produit 244 275,60 francs, soit par hectolitre 90 centimes et le prix de revient étant de 84 centimes, il resterait un bénéfice par hectolitre, de six centimes ce qui indique, au moins, que l'exploitation n'est pas en perte, malgré son peu d'importance et les nombreuses difficultés rencontrées.

En admettant la continuation de la hausse et une amélioration dans les produits, il ne semble pas du tout impossible que le prix de vente s'élève à 1,05 francs et le prix de revient descende à 75 centimes on obtiendrait alors un bénéfice de trente centimes à l'hectolitre, soit 180 000 francs pour une extraction de 600 000 hectolitres ; mais, pour cela, il faut faire les dépenses nécessaires. »
Messieurs les Ingénieurs ont conclu :
« 
1° Les quatre veines reconnues exploitables à la fosse no 2 sont, pour le moment, très accidentées, et leur exploitation ne couvre pas les frais.
- 2° On peut, avec les ressources actuelles, produire 20 à 22 000 hectolitres par mois.
- 3° Le prix de revient de 1865 est de 84 centimes, chiffre très bon.
- 4° Les charbons sont de qualité inférieure. Le prix de vente est de 90 centimes l'hectolitre ; mais, vu la hausse générale, on peut espérer le voir s'élever à 1,05 franc qui serait rémunérateur. »
- 5° Tant que l'extraction annuelle ne dépassera pas 250 000 hectolitres, le prix de revient restant à 0,845 franc et le prix de vente de 1,05 franc, le bénéfice sera, à l'hectolitre, de 0,205 franc, soit pour l'année de 41 250 francs. Mais si d'heureuses découvertes survenaient, l'extraction augmenterait peu à peu, pour atteindre 600 000 hectolitres.
- 6° Il faudra dépenser 60 000 francs en travaux préparatoires, et ils seront payés en partie par les bénéfices.
- 7° Les charbons du puits no 1 sont moins maigres que ceux du puits no 2 ; ils doivent appartenir à un faisceau supérieur à celui du no 2.
- 8° L'inclinaison des terrains étant assez faible, c'est en approfondissant le puits no 2, au moins jusqu'à 430 mètres, que l'on fera le plus de découvertes.
- 9° Après des essais d'exploitation fructueux au puits no 2, il faudra reprendre le puits no 1, et faire son approfondissement jusqu'au faisceau du no 2. Les veines exploitées à Carvin et à Meurchin paraissent appartenir à des faisceaux supérieurs à ceux reconnus à Ostricourt.
- 10° Les produits de l'exploitation, joints aux 400 000 francs restant disponibles ou à appeler, permettent à la Compagnie, non seulement de mettre en rapport le puits no 1, mais de reprendre le puits no 2, lorsque le moment sera venu.
- 11° Si les recherches du puits no 2 restaient infructueuses, après l'absorption du capital social, les actionnaires aviseraient alors.Il reste bien une troisième fosse à ouvrir vers Carvin, mais dont l'établissement est à ajourner. »

#### Deuxième rapport, en 1874
À la fin de 1874, l'administration de la Compagnie songe à donner à son exploitation un développement que ne peut réaliser l'exploitation de sa fosse no 2, seule en activité. La première pensée a été de reprendre la fosse no 1, mais on y a renoncé à cause de l'irrégularité et de la stérilité des terrains. On songe alors à ouvrir un troisième puits vers l'ouest, et on demande l'avis de Messieurs de Bracquemont et Daubresse, qui concluent à placer ce troisième puits à 800 mètres au nord-ouest de la fosse no 2, et à 400 mètres de la limite de la concession de0Courrières, après toutefois l'exécution d'un sondage d'exploration.
Ils conseillent, en même temps, de creuser le nouveau puits par le système Kind-Chaudron, et estiment la dépense à 231 500 francs, au lieu de 195 000 francs que coûterait le même travail par le procédé ordinaire. L'augmentation de 36 500 francs serait, suivant eux, bien compensée par la rapidité et la sécurité du travail.
Le sondage no 186, conseillé, a été exécuté en 1875 ; il a rencontré le terrain houiller à 150,49 mètres puis une première veine de 60 centimètres à 161,54 mètres, une deuxième veine de 31 centimètres à 184,08 mètres, et enfin, une troisième veine de 47 centimètres à 197,28 mètres
Le Conseil d'administration décide d'émettre un emprunt de 600 000 francs pour l'exécution de cette nouvelle fosse ; mais l'emprunt ayant échoué, le projet de creusement de cette fosse a été abandonné.

#### Production
La Compagnie a commencé l'ouverture d'une fosse no 1 au milieu de l'année 1856. Elle entre en extraction vers la fin de 1858, mais l'exploitation des deux veines rencontrées, qui sont très irrégulières, sont peu productives. Elle fournit successivement 2 395 tonnes en 1859, 6 990 tonnes en 1860, 16 539 tonnes en 1861 et 22 400 tonnes en 1862, soit un cumul de 48 324 tonnes.
La fosse no 2, commencée en 1860, entre en exploitation en 1863. Sa production s'ajoute à celle de la fosse no 1, et les deux fosses donnent 28 962 tonnes en 1863 et 24 748 tonnes en 1864, soit 55 710 tonnes. La fosse no 1 est abandonnée en 1864, et l'exploitation, réduite à la fosse no 2, fournit 24 174 tonnes en 1865, 14 477 tonnes en 1866, 17 434 tonnes en 1867, 19 726 tonnes en 1868, 21 623 tonnes en 1869, 12 870 tonnes en 1870, 17 274 tonnes en 1871, 29 033 tonnes en 1872, 28 778 tonnes en 1873, 37 431 tonnes en 1874, 36 190 tonnes en 1875, 38 990 tonnes en 1876, 35 620 tonnes en 1877, 31 730 tonnes en 1878 et 30 440 tonnes en 1879. La production totale depuis l'origine est de 499 824 tonnes.

#### Gisement

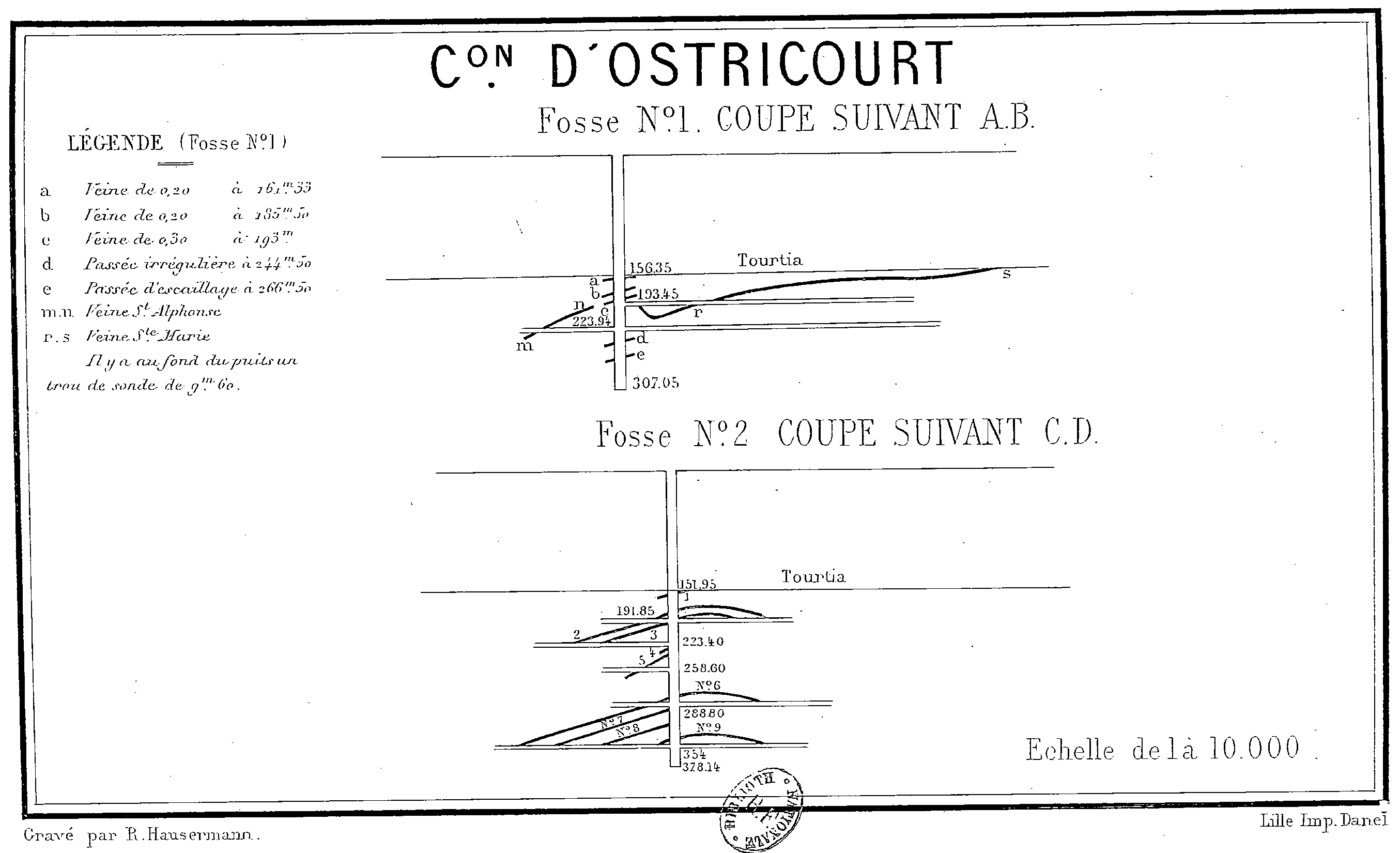
Coupes verticales des fosses nos 1 et 2 en 1880.

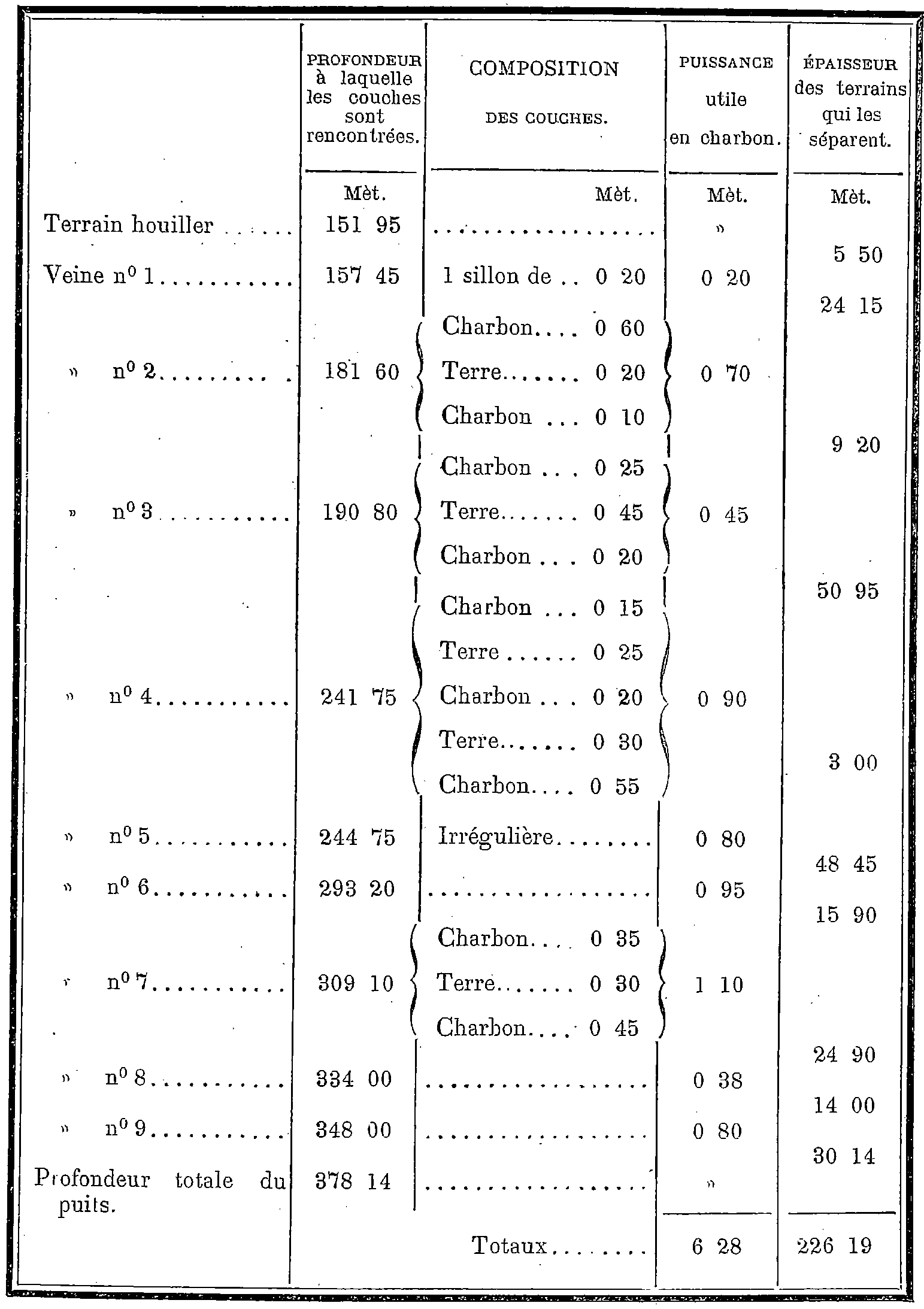
Veines recoupées à la fosse no 2.

Les nombreux sondages exécutés dans la concession d'Ostricourt ont démontré que la formation houillère s'étend sur toute sa superficie, qui est de 2 300 hectares. Il n'est pas douteux qu'il existe dans cette étendue considérable des richesses importantes en houille, analogues à celles des concessions placées dans la même situation, Carvin et Meurchin.
Mais les deux puits ouverts jusqu'ici par la Compagnie n'ont pas obtenu le succès qu'elle était fondée à espérer. La fosse no 1 n'a traversé, de 156,35 mètres jusqu'à 200 mètres, que trois passées de vingt à trente centimètres. Les galeries à travers bancs ont rencontré ensuite trois veines : Sainte-Marie, de 60 centimètres, Saint-Alphonse, de 70 centimètres et une veine de 55 centimètres, faiblement inclinées de 7 à 8°, qui ont été exploitées, surtout la première, de 1858 à 1864, et ont fourni 82 357 tonnes de houille, tenant environ 13 % de matières volatiles. Ces couches sont irrégulières et présentent une série de renflements suivis d'amincissements ou de parties stériles. L'exploitation en est onéreuse et a été abandonnée en 1864. La fosse no 2 a fait des découvertes beaucoup plus importantes. De 152 à 378 mètres, elle a traversé neuf couches. Le tableau ci-contre donne les profondeurs auxquelles ont été trouvées ces couches, leur composition, leur puissance utile en charbon, et l'épaisseur des terrains qui les séparent l'une de l'autre.
Ainsi, la fosse no 2 d'Ostricourt a traversé de 151,95 à 378,14 mètres, soit, dans 226,19 mètres de terrain houiller, neuf couches de houille, présentant une épaisseur totale de charbon de 6,28 mètres, ou une veine de 0,698 mètres par chaque 25 mètres de terrain houiller. C'est une richesse importante, et comparable à celle de la moyenne des houillères du Pas-de-Calais. Les couches nos 2, 3 et 5 ont été exploitées sur une certaine étendue, à l'accrochage de 191,85 mètres, dans des conditions assez peu avantageuses.
La veine no 4, à cause de la quantité de terre qu'elle renferme, n'a été suivie que sur 290 mètres, à l'étage de 258,61 mètres. Mais c'est surtout dans la veine no 6, qu'ont été portés les principaux travaux de l'exploitation. Ils s'y sont étendus en direction sur plus de 1 500 mètres, et sur une grande hauteur. Cette veine présente à peu près partout la composition suivante : un sillon de charbon au toit d'un à 1,20 mètre et un banc de terre de 25 à trente centimètres ; un sillon de charbon au mur de 25 à trente centimètres. Le sillon du toit est seul exploité. Les veines no 7 et no 8 se sont montrées peu exploitables.
Mais la veine no 9, composée d'un sillon de charbon au toit de 90 centimètres, un banc de terre de 25 centimètres, un sillon de charbon au mur de vingt centimètres et dont le premier sillon seul est exploité, a été suivie sur 1 200 mètres, et a donné, comme la veine no 6, de très bons résultats. La houille des couches de la fosse no 2 ne tient que 10 à 11 % de matières volatiles. Elle est plus maigre que celle des couches de la fosse no 1, qui paraissent constituer un faisceau supérieur à celui des couches de la fosse no 2.

#### Prix de revient
Avec une faible production et des veines accidentées, la Compagnie Douaisienne n'a pu exploiter qu'à des prix de revient élevés, moindres cependant qu'on ne
serait porté à le supposer. Ainsi, dans l'exercice 1860-61, les frais d'exploitation proprement dits de la fosse no 1 sont de 1,745 franc l'hectolitre, ou de 18,36 francs la tonne. Ils sont en 1861-62 de 1,215 francs l'hectolitre, ou de 12,79 francs la tonne, et en 1862-63 de 1,022 franc l'hectolitre, ou 10,75 francs la tonne.
À partir de 1864, il ne reste plus que la fosse no 2 en exploitation. Le prix de revient, frais généraux non compris, est à cette fosse : de 70 centimes en 1867-68 et 0,524 francs en 1868-69 pour la main-d'œuvre, seize centimes et 0,140 francs pour les fournitures, onze centimes et 0,092 francs pour le charbon consommé, soit 97 centimes et 0,756 francs ou par tonne 10,21 francs et 7,95 francs.
Pendant les exercices suivants, de 1870-71 à 1877-78, les frais d'exploitation restent compris entre 8,57 francs et 10,57 francs. En 1878-79, le prix de revient est 9,774 francs par tonne ; ce prix n'a rien d'excessif. Malheureusement le prix de vente des houilles d'Ostricourt est très bas et, en général, inférieur au prix de revient.

#### Prix de vente
Mais si le prix de revient de la Compagnie Douaisienne n'est pas trop élevé, son prix de vente a toujours été très bas. La qualité de ses houilles, de nature maigre, renfermant peu de morceaux, a toujours rendu leur écoulement difficile. Il paraît cependant que dans ces derniers temps, il y a eu amélioration sous le rapport de la grosseur.
Aussi, le prix moyen de vente réel, déduction de tous frais, a été successivement de 1,023 franc l'hectolitre, ou 10,76 francs la tonne en 1858-59, 0,984 franc l'hectolitre, ou 10,35 francs la tonne en 1860-61, 0,941 franc l'hectolitre, ou 9,90 francs la tonne en 1861-62, 0,846 franc l'hectolitre, ou 8,90 francs la tonne en 1862-63, 0,869 franc l'hectolitre, ou 9,14 francs la tonne en 1863-64, 0,911 franc l'hectolitre, ou 9,59 francs la tonne en 1864-65, 0,820 franc l'hectolitre, ou 8,63 francs la tonne en 1868-69, 0,980 franc l'hectolitre, ou 10,31 francs la tonne en 1870-71, 0,964 franc l'hectolitre, ou 10,14 francs la tonne en 1871-72, 0,969 franc l'hectolitre, ou 10,20 francs la tonne en 1872-73, 9,539 francs la tonne en 1876-77, 8,882 francs en 1877-78, et 8,652 francs en 1878-79.

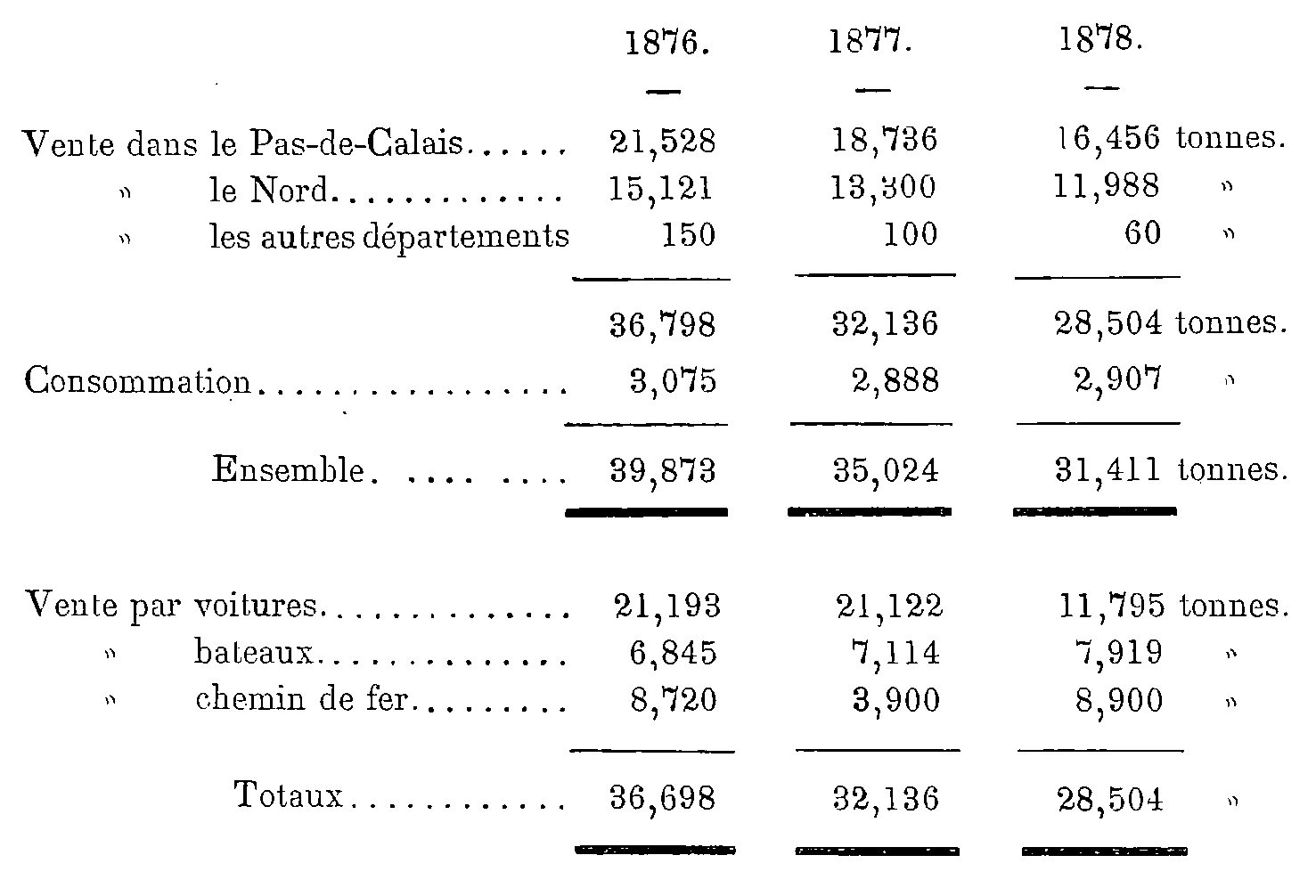
Vente des produits de 1876 à 1878.

Les rapports des Ingénieurs des Mines fournissent les indications suivantes sur le prix de vente, les débouchés et les modes d'expédition des houilles d'Ostricourt : 9,53 francs la tonne en 1868, 8,99 francs en 1869, 11,61 francs en 1871, 10,20 francs en 1872, 9,80 francs en 1873, 11,52 francs en 1874, 10,68 francs en 1876, 9,65 francs en 1877 et 9,53 francs en 1878.
Les deux fosses de la Compagnie Douaisienne, quoique situées à proximité du chemin de fer du Nord, n'y sont pas reliées par des embranchements. Les houilles de ces fosses sont conduites par voitures à la gare de Carvin, où elles sont mises en wagon. La Compagnie se propose de construire un embranchement reliant sa fosse no 2 à la gare de Carvin.
Pour les expéditions par bateaux, les houilles d'Ostricourt sont conduites par voitures à la Batterie d'Oignies. Il est question aussi d'établir un chemin de fer à voie étroite de la fosse n° 2 au Canal.

#### Marché de charbons avec M. Couillard
La Compagnie Douaisienne éprouve toujours les plus grandes difficultés pour la vente de ses houilles, de nature maigre, friable et menue. Au commencement de 1872, elle traite un marché, relativement important, avec M. Couillard, fabricant d'agglomérés à Meurchin, qui établit plus tard une nouvelle fabrique à la gare de Carvin.
La quantité à livrer est de 60 tonnes, pouvant même être portée à 80 tonnes par jour, tout venant ; et le prix, de 8,85 francs la tonne à la fosse, payable à trente jours de fin du mois, et sous déduction de 2 % d'escompte. Le traité est fait pour six ans, expirant au 1er juillet 1878. M. Couillard a le droit de le prolonger de trois ans, mais en tenant compte à la Compagnie de l'augmentation du prix de revient.
Ce marché a été très onéreux à la Compagnie Douaisienne parce qu'il l'a empêché de profiter des hauts prix de vente qu'a atteint la houille pendant la crise 1872-1875, et de réaliser quelques bénéfices sur son exploitation.
M. Couillard, au contraire, a tiré un très grand profit de ce marché et il a même vendu, sans convertir en briquettes, une partie du charbon que lui fournit la Compagnie, en concurrence avec cette dernière. Celle-ci lui intente, en 1875, à ce sujet, un procès qu'elle a gagné devant toutes les juridictions. Il a été établi que M. Couillard a acheté à la Compagnie Douaisienne des charbons dont le menu devait être converti en briquettes, et que M. Couillard n'a pas le droit de vendre directement les charbons de la Compagnie Douaisienne sous forme de tout-venant, de menus ou de poussières, mais seulement les galletteries et les pierres charbonneuses qu'il retire des houilles livrées, avant de les convertir en briquettes. M. Couillard a été condamné à payer à la Compagnie des indemnités montant à 47 306,66 francs, et aux frais et dépens.

#### Dépenses faites
Au 30 juin 1879, la Compagnie Douaisienne a dépensé 243 123,63 francs en travaux de sondages, 344 098,70 francs et 409 839,93 francs respectivement pour les fosses nos 1 et 2 soit 753 938,63 francs en fosses, 278 202,59 francs en terrains et constructions, 162 061,15 francs en machines à vapeur, 40 001,03 francs en matériel et outillage soit 1 477 327,03 francs. Le fonds de roulement est de 168 957,22 francs dont 40 005,57 francs en charbon en terre et approvisionnements et 153 414,32 francs en caisse, portefeuille et créances, soit un cumul de 193 419,89 francs, dont on déduit 24 462,67 francs de dettes. Soit un montant de 1 646 284,25 francs. La perte sur l'exploitation depuis l'origine est de 603 715,75 francs. Le total des dépenses faites est donc de 2 250 000 francs.
Ce chiffre n'a rien d'exagéré, et si l'entreprise n'a pas obtenu de succès jusqu'ici, du moins elle a été conduite avec économie. La Compagnie n'a pas eu recours aux emprunts, et elle n'a pas de dettes. Elle a fait face à toutes ses dépenses par les versements des actions, qui ont fourni les 2 250 000 francs procurés de la manière suivante : un versement de 250 francs sur 3 000 actions de 500 francs libérées de 250 francs remises aux fondateurs pour leur apport, soit 750 000 francs ; un versement de 500 francs sur 3 000 actions de 500 francs soit 1 500 000 francs soit un total de 2 250 000 francs.

#### Emprunt
Le rapport à l'assemblée générale de septembre 1874 annonce aux actionnaires que le conseil d'administration, voulant donner à l'exploitation un développement qui permette une rémunération au capital engagé dans l'entreprise, vient de voter le creusement d'une nouvelle fosse ; que dans ce but, il est décidé à contracter un emprunt de 600 000 francs, représenté par 2 857 obligations, rapportant 12,50 francs d'intérêt et remboursables à 250 francs en vingt ans, à partir de 1880. La souscription de cet emprunt a été ajournée au commencement de 1876. Mais elle ne donne qu'un faible résultat, et, par suite, la Compagnie a dû renoncer à sa réalisation et à l'ouverture d'une nouvelle fosse.

#### Versement des actions
On a vu que sur les 6 000 actions formant le capital social, 3 000 libérées de 250 francs ont été attribuées aux fondateurs pour apport de leurs travaux, découvertes et droits à la concession. Les 3 000 autres actions sont émises à la constitution de la Société, en 1855, et ont versé immédiatement 250 francs, soit 750 000 francs.
Il a été appelé successivement sur les 6 000 actions un deuxième appel le 1er août 1859 de 25 francs par action soit 150 000 francs, un troisième appel en 1860 de 50 francs par action soit 300 000 francs, un quatrième appel le 1er juillet 1861 de 50 francs par action soit 300 000 francs, un cinquième appel en 1863 de 50 francs par action soit 300 000 francs, un sixième appel  en 1864 de 25 francs par action soit 150 000 francs, un septième appel en 1868 de 25 francs par action soit 150 000 francs, et un huitième appel en 1876 de 25 francs par action soit 150 000 francs. Le total des versements d'actions s'élève à 2 250 000 francs.

#### Valeur des actions
Sur les 6 000 actions de 500 francs composant le capital social, 3 000 libérées de 250 francs ont été attribuées aux fondateurs pour l'apport de leurs découvertes. Il en reste 3 000 à émettre, qui ont été souscrites avec empressement. Ces actions ont même été recherchées à prime. Au 1er décembre 1859, les actions qui ont versé 250 francs, se vendent 275 francs.
Cependant l'exploitation de la fosse no 1 ne donne pas de résultats, et en 1861, les actions qui ont versé 325 francs, ne sont plus cotées qu'à 300 francs, en janvier, et même 290 francs en mai.
La fosse no 1 a été abandonnée, la deuxième fosse ne donne aussi que de mauvais résultats ; aussi les actions tombent, en 1868, à 80 francs, et restent aux environs de ce taux jusqu'au moment où les houilles atteignent des prix élevés. Ainsi elles sont cotées à 140 francs en juillet 1872, 240 francs en octobre 1874, 365 francs en janvier 1875 et 442 francs en juillet 1875. Elles tombent ensuite en décembre 1875 à 295 francs, 195 francs en août 1876, et 130 francs en décembre 1876. Leur valeur oscille entre 120 et 145 francs en 1877 et 70 et 100 francs en 1878. Elle tombe à 56 francs en janvier 1879, et commence à se relever, en octobre de la même année, à 110 francs. Elle atteint, en 1880 145 francs en janvier, 190 francs en février, elle est, en avril, à 130 francs; en juillet à 150 francs ; et au commencement d'août, à 220 francs.

#### Ouvriers et salaires

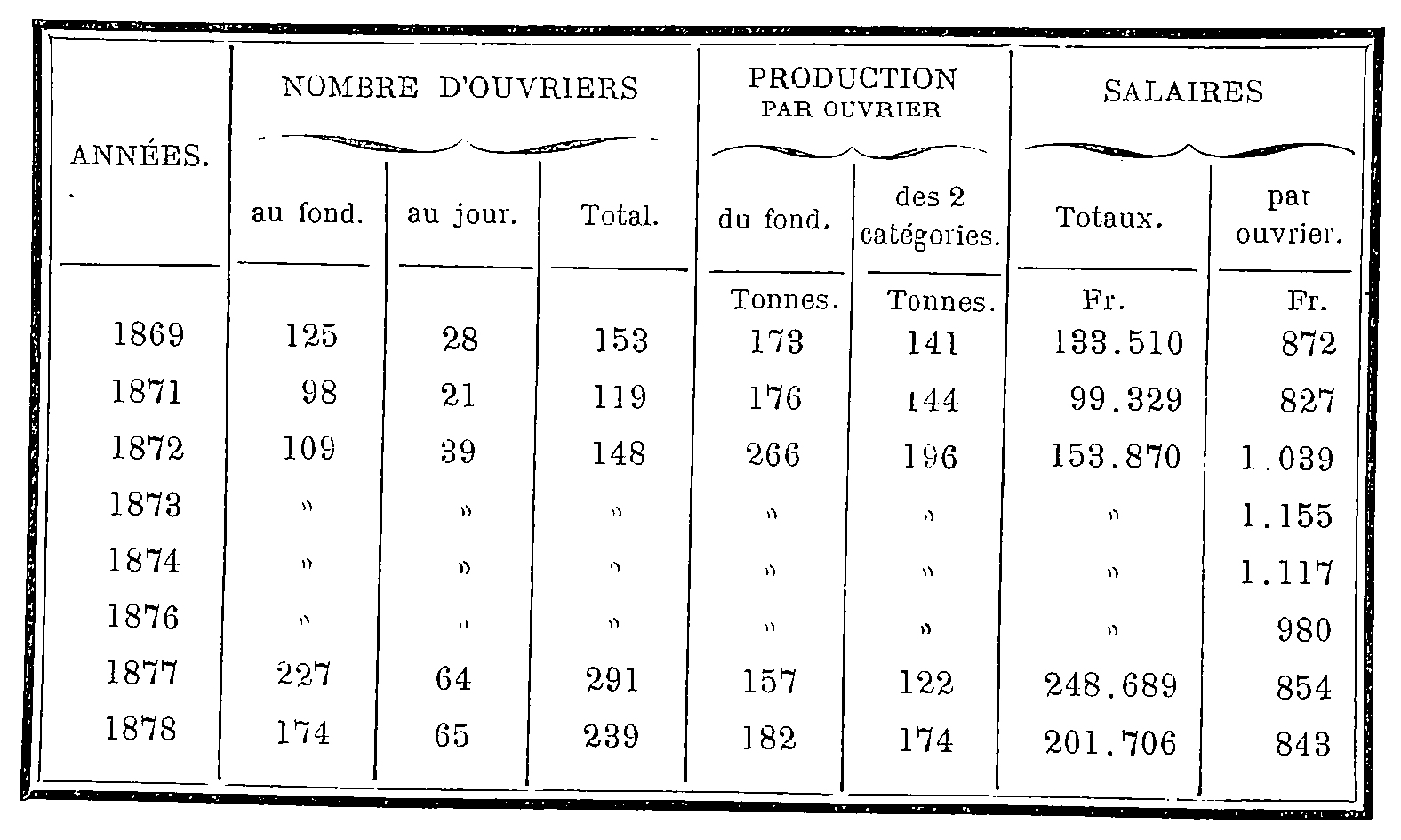
Ouvriers et salaires de 1869 à 1878.

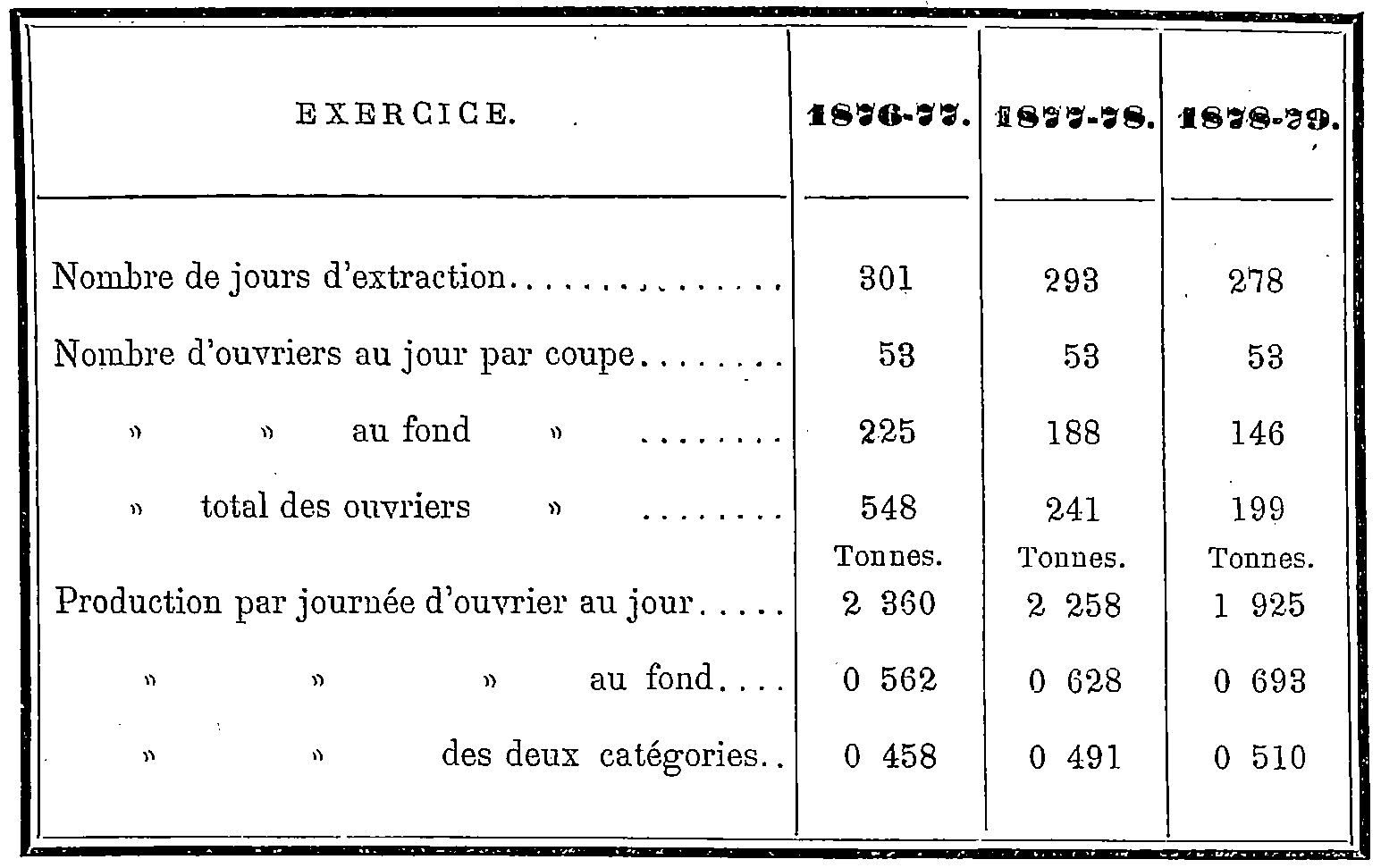
Productivité de 1876 à 1879.

Les rapports des Ingénieurs des Mines fournissent les renseignements suivants sur le personnel et les salaires des Mines d'Ostricourt :
D'un autre côté, les rapports aux Assemblées générales donnent les indications suivantes sur le travail de l'exploitation :
On voit par les chiffres de ce tableau l'influence qu'exerce, sur la production annuelle de l'ouvrier, la plus ou moins grande activité de l'extraction, c'est-à-dire le nombre de jours de travail et que la production journalière moyenne de l'ouvrier a été en augmentant de 12 % dans ces trois dernières années, ce qui indique une amélioration notable des conditions de l'exploitation.

#### Cité ouvrière
Établie sur un terrain d'un hectare 75 ares 49 centiares, elle comprend 19 maisons doubles, isolées, et renfermant 38 logements. La Compagnie possède en outre trois habitations, occupées par le Directeur et deux principaux employés, un chantier, renfermant des ateliers de réparation, les magasins et les bureaux. Elle est propriétaire de cinq hectares 17 ares 86 centiares de terrain.

#### Caisse de secours
Une Caisse de secours a été établie en 1856. Ses fonds sont constitués par une retenue obligatoire de 2 % sur tous les salaires portés au carnet, une cotisation égale de la Compagnie, le produit des amendes, enfin, les intérêts du fonds de réserve de la Caisse. Elle est administrée par un conseil, composé de quatre employés et de quatre ouvriers, choisis par le Directeur. Ce conseil fixe la quotité des secours et des pensions ; il peut accorder des secours extraordinaires.
La Caisse de secours a à sa charge le payement des secours ordinaires et extraordinaires, des pensions, le traitement des chirurgiens et l'achat des médicaments, le service de l'instruction des enfants d'ouvriers. Le secours attribué pour chaque jour de maladie, varie d'un franc à vingt centimes, suivant le salaire de l'ouvrier et l'état de la famille. Les pensions des anciens ouvriers sont de six à douze francs par quinzaine, suivant l'âge et le temps passé dans les travaux. L'ouvrier n'a droit à la pension, qu'après quinze années de travail consécutif dans l'établissement. La pension des veuves d'ouvriers tués est de huit francs par quinzaine, plus un secours d'un à 1,50 franc par chaque enfant au-dessous de dix ans. La pension des veuves d'ouvriers décédés au service de l'établissement est de 2,50 à cinq francs.

### Après 1880
En 1891, le directeur de la Compagnie est M. Pernin. Cent-mille tonnes de charbon sont produites, avec 400 hommes, 133 enfants et treize femmes. En 1897, 892 hommes, 152 enfants et 24 femmes produisent 198 000 tonnes. En 1904, la Compagnie produit 420 000 tonnes avec 1 718 mineurs, le directeur est Henri Buchet. En 1910, 606 000 tonnes de charbon sont produites avec 2 309 hommes au fond et 929 au jour. M. Pintrand est ingénieur en chef. Au conseil d'administration siègent messieurs Dupire, Charvet, Tilloy, Bigo-Vanderhager, Binnie, Dupire, Lecocq et Anquetil.
En 1914, au début de la Première Guerre mondiale, la Compagnie des mines d'Ostricourt possédait six puits de mine en activité, et un en cours de fonçage. Ils ont tous été détruits, il en va de même pour les quatre lavoirs, et l'usine à briquettes. La production a fortement baissé : 750 000 tonnes en 1913 , 483 000 tonnes en 1914 , 69 000 tonnes en 1915 , 145 000 tonnes en 1916 , 188 000 tonnes en 1917 , 134 000 tonnes en 1918 et rien en 1919. En 1919, la Compagnie possède 801 maisons et une voie ferrée, permettant de transporter le charbon jusqu'à la ligne Paris-Nord - Lille à Libercourt. Elle emploie 707 ouvriers, dont 491 au fond, et 216 au jour.
De 1856 à 1923, sept fosses sont finalement ouvertes.
En 1938, la compagnie qui a réussi à renaître de ses cendres, arrive à produire 1 270 162 tonnes de charbon et compte 5 919 ouvriers qui logent dans 3 002 maisons. La loi du 17 mai 1946 qui crée les Charbonnages de France, intègre la Compagnie d'Ostricourt au sein du groupe d'Oignies. En superficie, c'est le plus petit groupe du Bassin.

## Les fosses
La Compagnie des mines d'Ostricourt a creusé huit puits de mine, répartis sur sept fosses.

### Fosseno1 Auguste Dupire

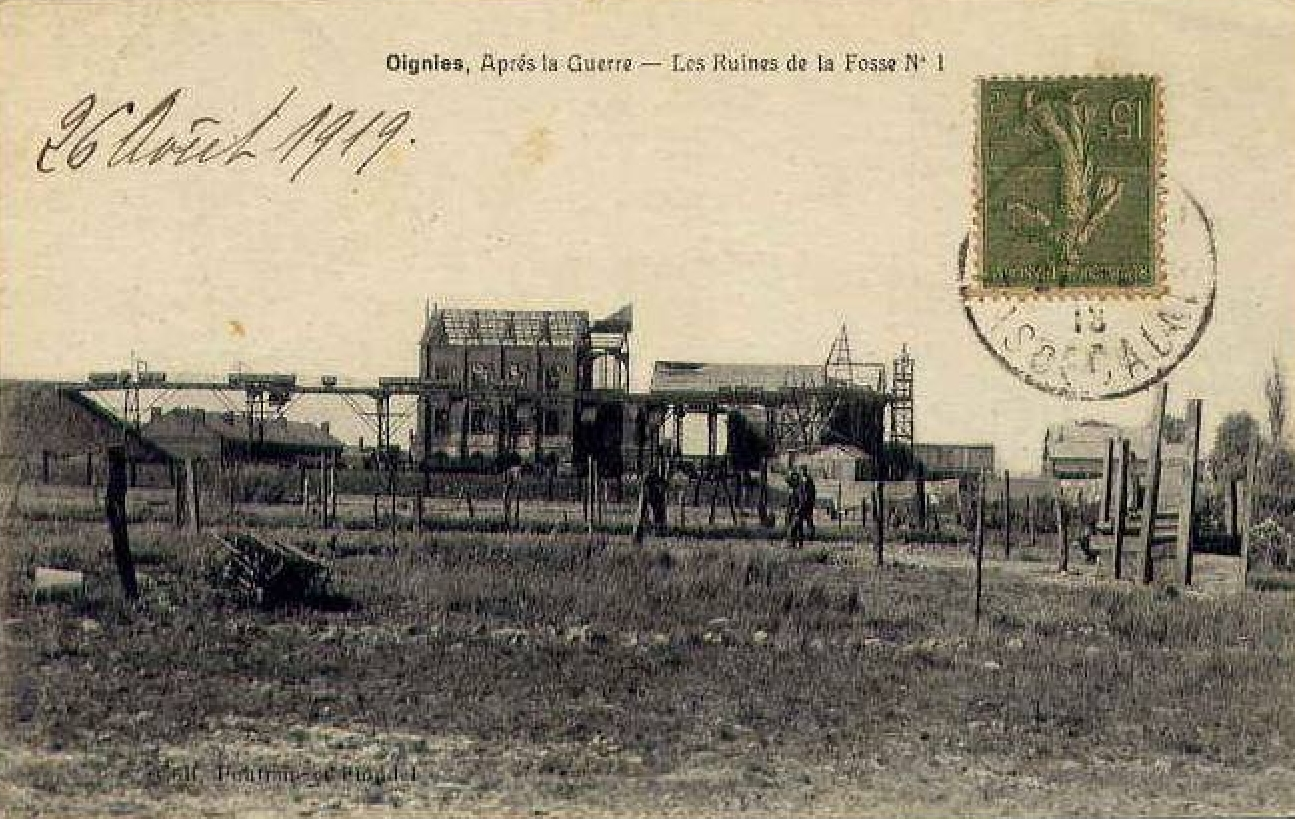
La fosse n° 1 après la Première Guerre mondiale.

50° 27′ 51″ N, 3° 00′ 40″ E
1856 - 1968
La première fosse est foncée à partir du 25 juin 1856 sur le territoire de Oignies,, le long de la ligne Paris-Nord - Lille en direction d'Ostricourt. La houille est rencontrée à la profondeur de 156,35 m à la fin de l'année 1857. L'extraction commence en 1858. L'exploitation est très difficile et les terrains irréguliers, par conséquent, l'extraction est stoppée en novembre 1864. La Compagnie peut toujours produire, puisque la fosse no 2 a commencé l'extraction en septembre 1863. Les travaux sont repris en 1896 mais il faut auparavant dénoyer le puits. L'extraction reprend en 1901.
En 1938, il est décidé que la fosse no 1 serait concentrée sur d'autres fosses de la Compagnie, mais cette concentration n'est effective qu'en 1949, après la nationalisation. Le 28 mars 1946, un coup de grisou se produit. L'explosion entraîne l'éboulement de la taille et ensevelit treize mineurs. En 1958, les molettes du chevalement sont encore en service pour effectuer les travaux et l'aérage de la future fosse n° 10 d'Oignies. En 1968, le puits n'a plus d'utilité, il a fini son service. Ses 533 mètres de profondeur sont remblayés en 1968, le chevalement est abattu en 1974. Actuellement, il ne subsiste rien sur le site, le terril conique a été entièrement exploité.

### Fosseno2 Henri Charvet
50° 28′ 21″ N, 2° 59′ 51″ E
1860 - 1977

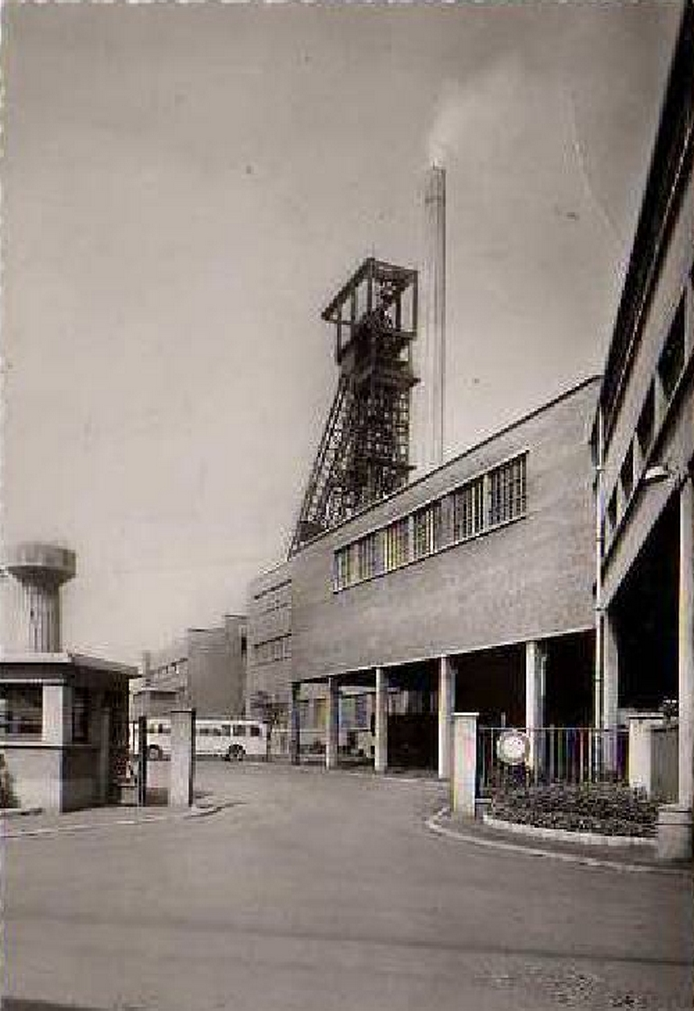
La fosse no 2 modernisée.

Le puits no 2 est commencé le 3 juillet 1860 au diamètre de 4 m sur le territoire de Oignies le long de la route qui mène à Libercourt. Il est baptisé Henri Charvet, administrateur des mines d'Ostricourt. Les terrains houillers, les charbons maigres que la fosse va exploiter, sont rencontrés à 151,95 mètres de profondeur. Le puits est profond de 203 mètres. L'extraction débute en septembre 1863. La fosse est connue pour être grisouteuse. Le 6 février 1868 une explosion tue quatre mineurs,. En 1937, il est décidé que la fosse no 2 deviendrait un puits de concentration du secteur. Pour y parvenir, le puits doit au préalable être élargi à 5,30 mètres de diamètre.
Les travaux sont ralentis à cause de la Seconde Guerre mondiale et seulement achevés en 1950. Une nouvelle machine à vapeur, la plus puissante de France, est installée. Un nouveau chevalement à poutrelles à treillis de 55 mètres de hauteur est installé en 1947 et 1948. La concentration des fosses nos 1, 3, 5 et 6 de l'ancienne Compagnie des mines d'Ostricourt est effective en 1950. La fosse est équipée de berlines de 2 700 litres, d'un criblage et d'un lavoir. Un téléphérique est installé pour mettre à terril les déchets. Il s'écroule en 1958. Sur le carreau de la fosse il y a un lavoir à grains, deux lavoirs à fines, un criblage et une usine à boulets.
La fosse est approfondie en 1966 à −456 mètres et une bowette la relie aux fosses nos 9 - 9 bis et 10. Le premier soutènement marchant du groupe entre en action en 1967.
En 1976, la fosse cesse son travail d'extraction. les mineurs sont mutés à la fosse no 9 - 9 bis. Le puits est remblayé au cours de l'année 1977. Il est profond de 505 mètres. La cheminée de 94,60 mètres est dynamitée la même année, quant au chevalement, il est abattu en 1980. Actuellement, il subsiste encore beaucoup de bâtiments. Un des terrils a été partiellement exploité.

### Fosseno3
50° 28′ 38″ N, 3° 00′ 22″ E
1884 - 1964

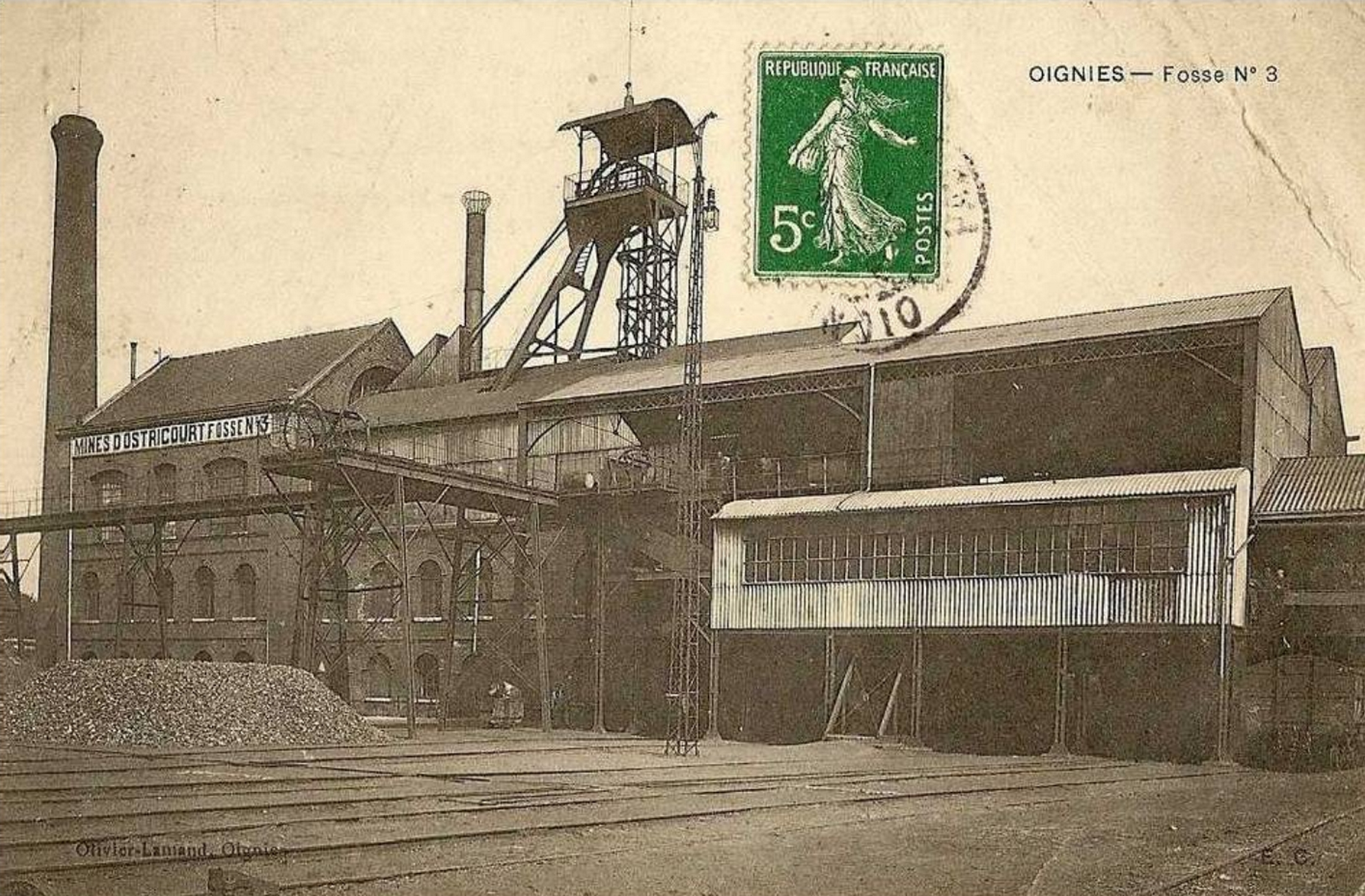
La fosse no 3.

La fosse est foncée en mars 1884 à Libercourt le long de la route d'Oignies à Libercourt, afin d'assurer l'aérage de la fosse no 2. C'est la seule fosse de la Compagnie à ne pas être baptisée. L'extraction commence en 1887. Le diamètre du puits est de 2,30 mètres et la profondeur est de 362 mètres en 1908. La fosse est détruite en 1914, au début de la Première Guerre mondiale. L'extraction des charbons maigres cesse en 1941 car la fosse no 3 devient retour d'air pour la fosse no 2 jusqu'en 1946. La production totale de charbons maigre est de 3 831 633 tonnes. Après avoir servi de camp de prisonniers, le carreau est devenu un parc à matériel. En 1964, le puits est remblayé. Le chevalement est abattu en 1966. Le puits est mis en sécurité en 2000.

### Fosseno4 Maurice Tilloy

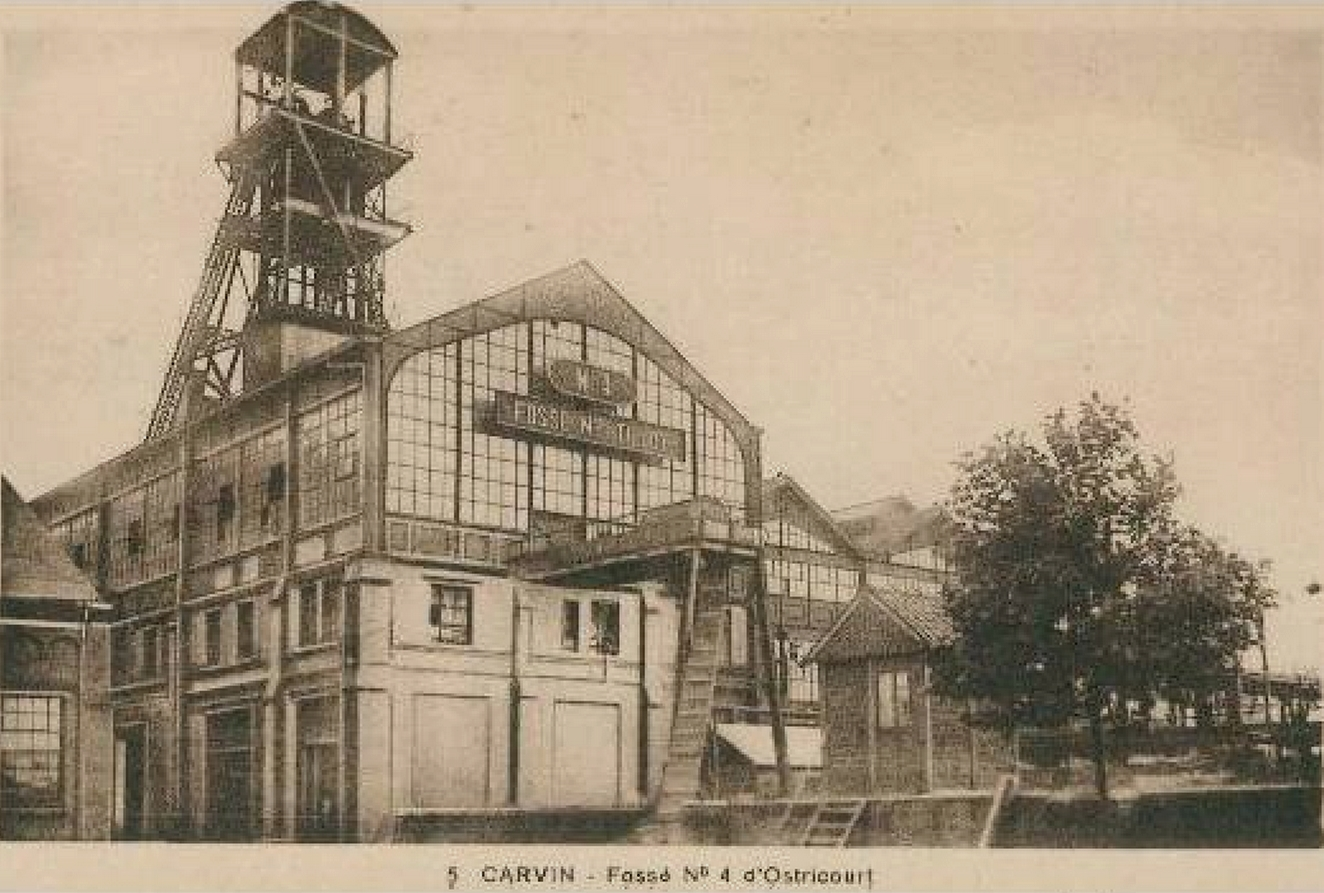
La fosse no 4.

50° 29′ 25″ N, 2° 58′ 50″ E
1897 - 1975
Le puits est foncé à Carvin, entre Carvin et Oignies, à partir de novembre 1897. Il porte le nom d'un administrateur de la Compagnie, Maurice Tilloy, qui a aussi donné son nom à la Fosse no 15 - 15 bis Saint Maurice ou Maurice Tilloy des Mines de Lens à Loos-en-Gohelle. Le diamètre du puits est de 4,80 mètres et sa profondeur de 230 mètres. Les terrains houillers sont atteints à la profondeur de 152,42 mètres. L'extraction commence le 1er juillet 1900. La fosse exploite un gisement de charbons maigres. C'est la fosse la plus importante de la compagnie après la fosse no 2. L'exploitation continue jusqu'en 1961, date à laquelle la fosse est concentrée sur la fosse no.C2.A010 d'Oignies. La machine d'extraction nommée « La Meuse » est démontée pour être remplacée par un treuil électrique. La fosse sert désormais de retour d'air pour la fosse no 2.
Le 7 mars 1962, un incendie se déclare à 280 m de profondeur. En 1965, le puits est ravalé de 300 à 354 mètres de profondeur pour pouvoir continuer l'aérage de la fosse no 2. En 1975, la fosse remonte du matériel de la fosse no 2 avant sa fermeture. Le puits, d'une profondeur de 375 mètres est remblayé la même année. Le chevalement est démoli un an plus tard puis la cheminée et la chaufferie. À part la grille d'entrée, il ne subsiste plus rien cette fosse. Le terril est entièrement boisé, il n'a jamais été exploité.

### Fosseno5 Henri Buchet
50° 29′ 12″ N, 3° 00′ 24″ E
1906 - 1968

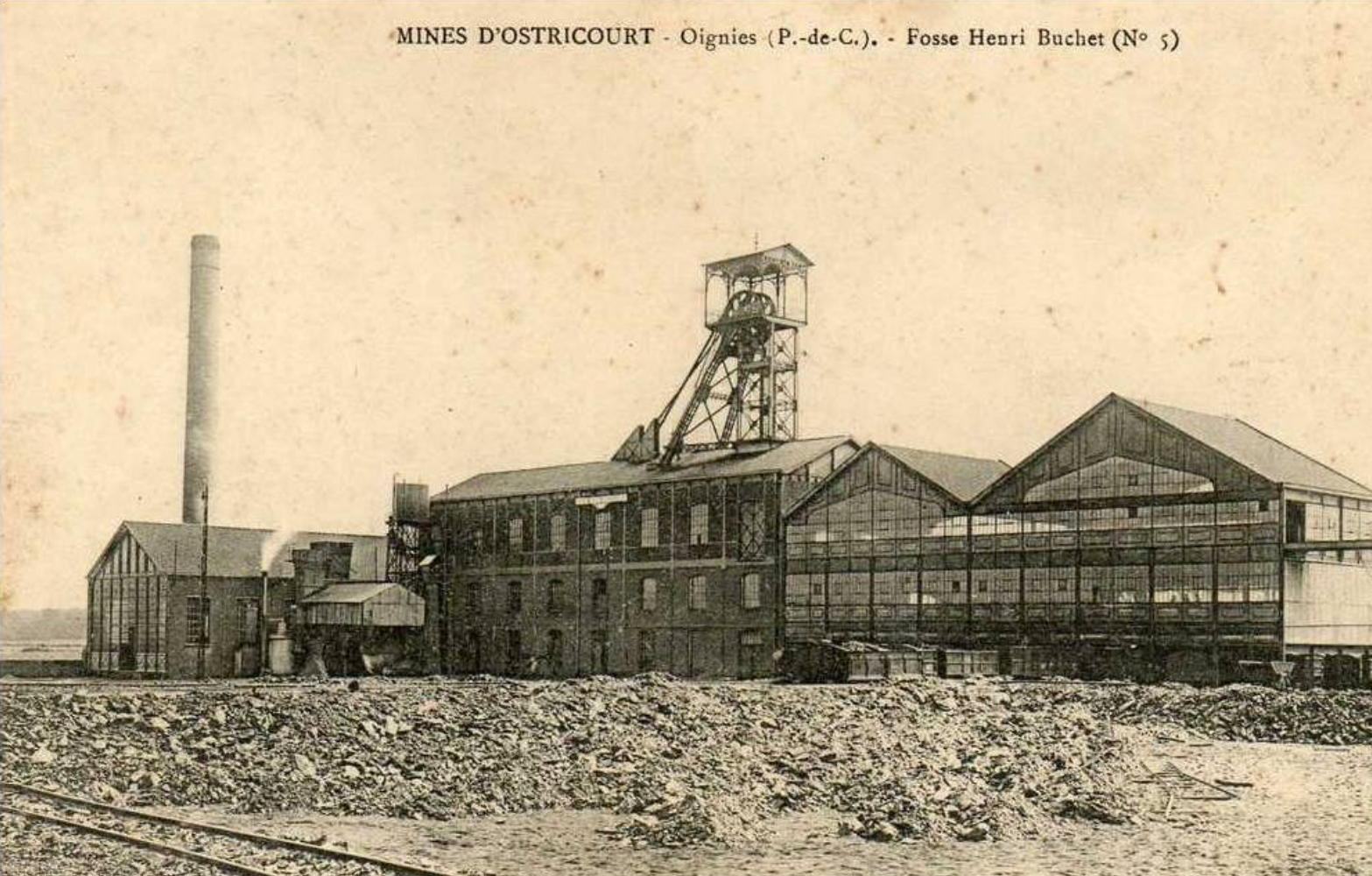
La fosse no 5.

La fosse no 5 dite Henri Buchet est foncée en mai 1906 avec un diamètre de 4,10 mètres sur le territoire de Libercourt,. Elle porte le nom d'un administrateur de la Compagnie. La profondeur du puits est de 235,30 mètres, le terrain houiller est atteint à 150 m de profondeur. L'extraction commence le 1er mars 1908. La compagnie prend la décision de concentrer la fosse no 5 sur la fosse no 2 dès 1934 mais la concentration ne sera effective qu'en 1951. Le puits sert alors de retour d'air à la fosse no 2 jusqu'en 1968. Profond de 363 mètres, le puits est remblayé la même année. Le chevalement est abattu un an plus tard. Le terril, situé au sud-est du puits, a été entièrement exploité. Dès la fermeture de la fosse, les installations sont détruites, et l'entreprise Henri Loyez, spécialisée dans la réparation de wagons, s'installe sur le carreau de cinq hectares.

### Fosseno6 Charles Tilloy

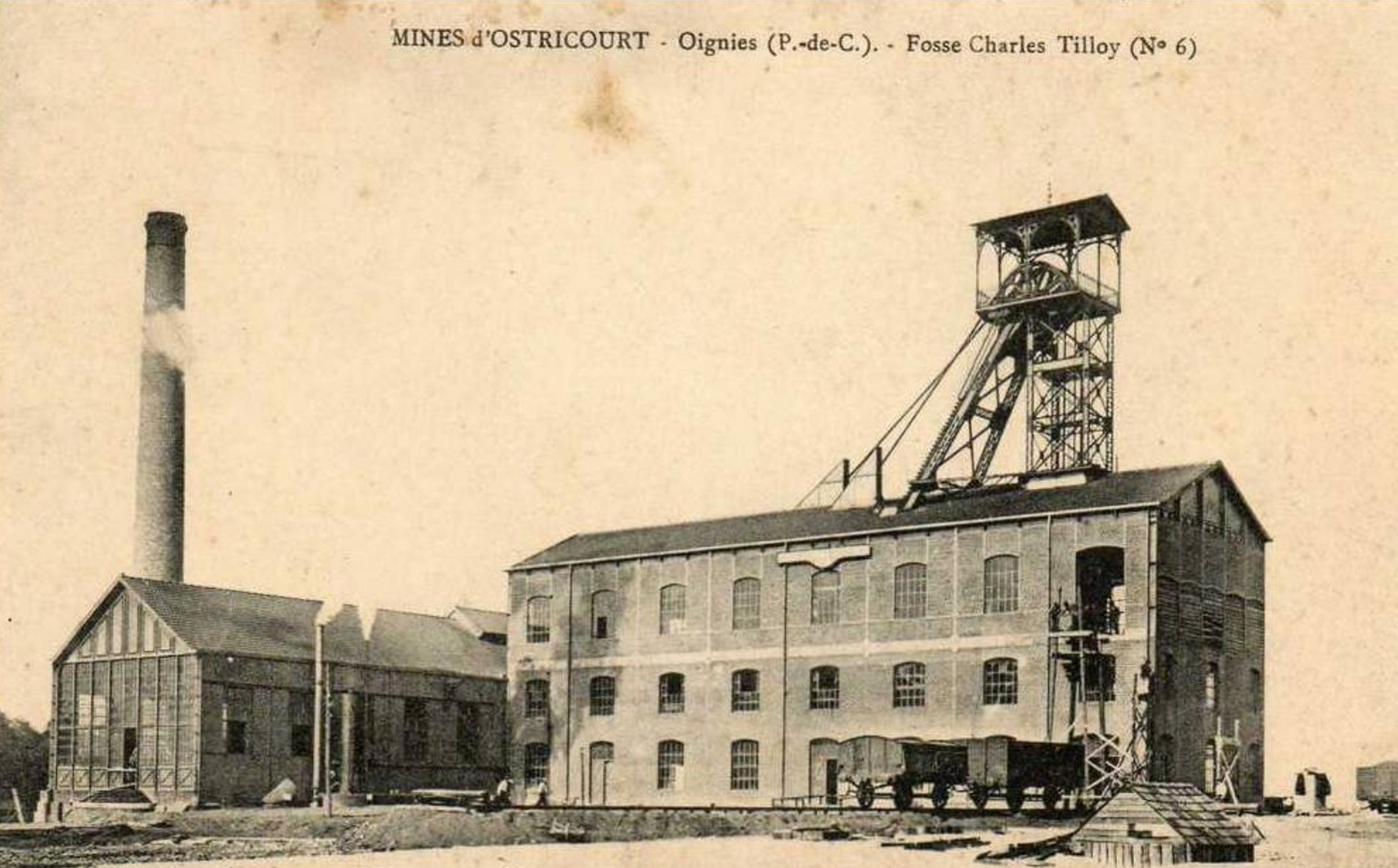
La fosse no 6.

50° 27′ 53″ N, 3° 01′ 43″ E
1907 - 1954
Le puits no 6 est foncé à partir de juin 1907, avec un diamètre de 4,10 mètres, les terrains houillers sont atteints à 159,75 mètres. Il est sur le territoire d'Ostricourt à proximité d'Oignies. La fosse porte le nom d'un administrateur de la Compagnie. L'extraction commence le 2 janvier 1910. Détruite en 1914 lors de la Première Guerre mondiale, elle obtient un record de productivité en 1949. En 1954, elle est concentrée sur la fosse no 2. Le puits, de 402 mètres de profondeur, est remblayé la même année. Le chevalement est abattu en 1966. Il ne subsiste rien de cette fosse actuellement. Le terril a été en très grande partie exploité.

### Fosseno7 - 7 bis Alphonse Lecocq

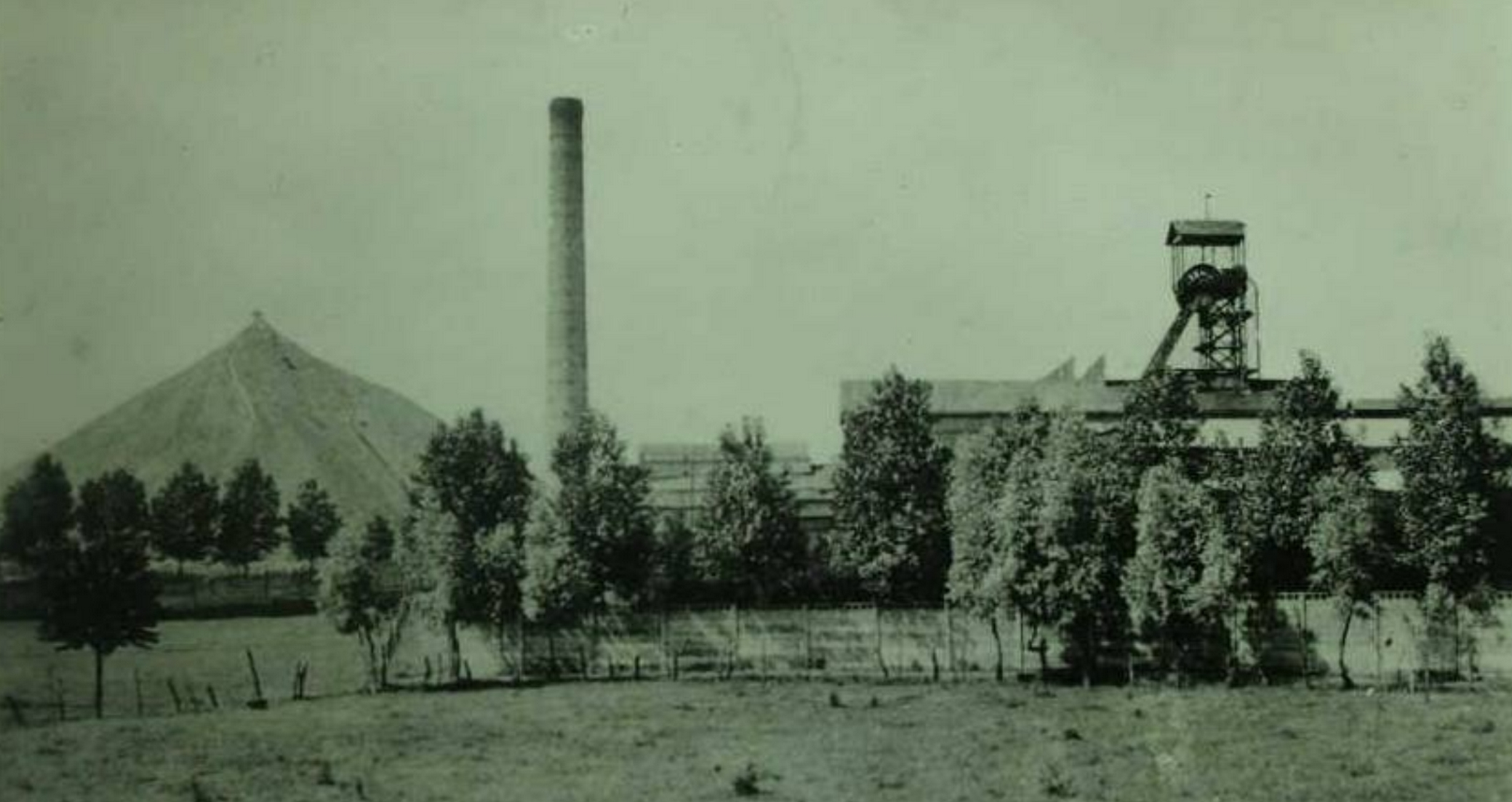
La fosse no 7 - 7 bis.

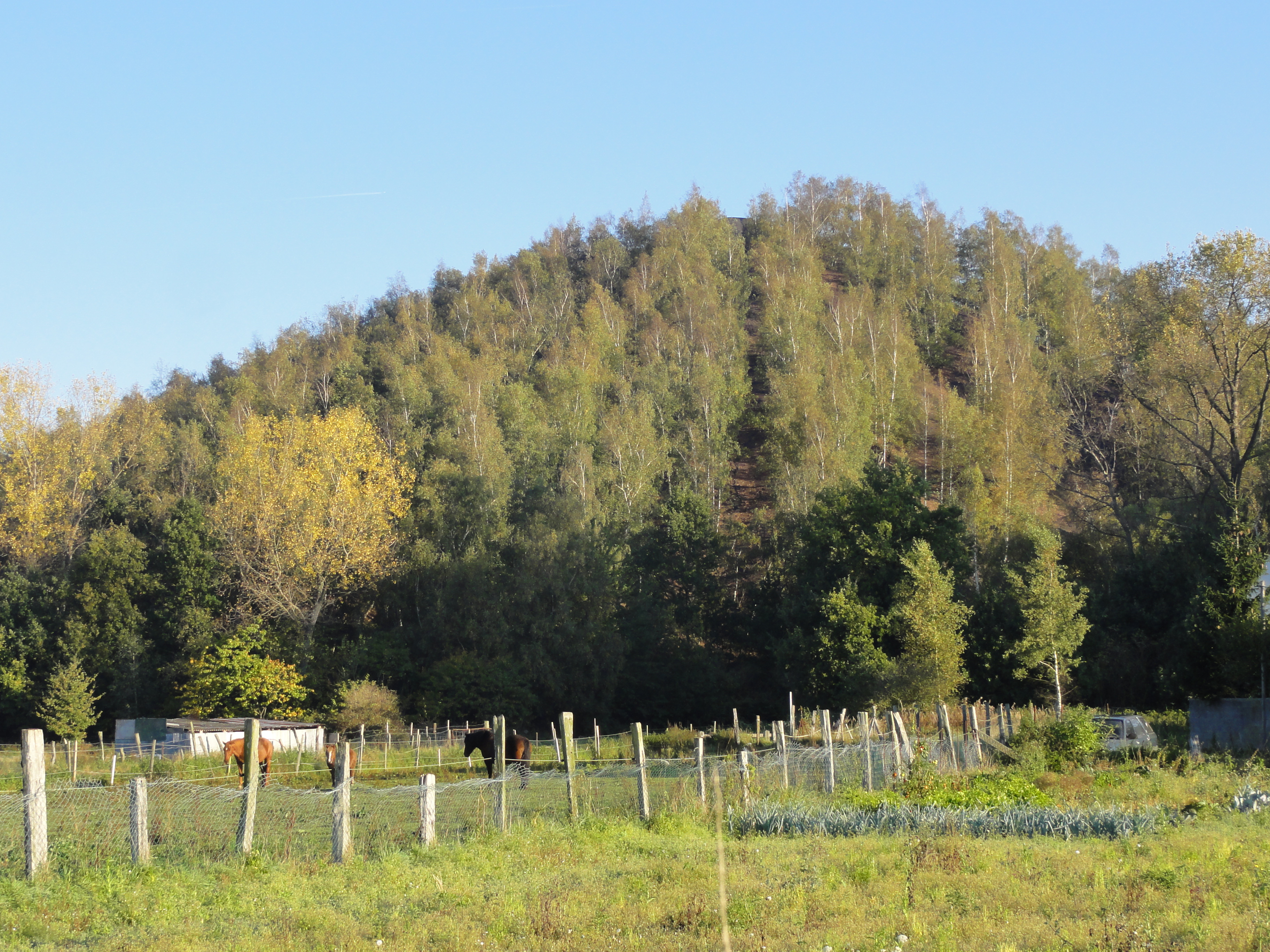
Le terril conique no 108, 7 d'Oignies.

Puits no 7
50° 27′ 24″ N, 3° 02′ 26″ E
1914 - 1968
Puits no 7 bis
50° 27′ 25″ N, 3° 02′ 30″ E
1921 - 1968
Le puits no 7 est foncé en 1914, Ernest Crépin, chef porion, dirige les travaux de fonçage du puits no 7 à l'étage de 247,12 mètres. La fosse entre en production en décembre 1923, le puits n'a été achevé qu'à l'issue de la Première Guerre mondiale. Le 7 bis est foncé en 1921 et atteint 290 m en juin 1922. La fosse no 7 exploite des charbons maigres sous la commune d'Ostricourt, à proximité du centre du village. Quant au puits no 7 bis, il n'a jamais été équipé de chevalement, étant donné qu'il était destiné à l'aérage. Paul Crépin, géomètre de la fosse, a eu à s'occuper en 1948 du raval du puits no 7 jusqu'à l'étage de 444 mètres. Un précédent raval lui avait fait atteindre la profondeur de 377 mètres.
La fosse no 7, comme la fosse no 4, n'a jamais été concentrée sur la fosse no 2. Elle sera concentrée sur la fosse no 8 - 8 bis des mines de Dourges (qui fait partie du Groupe d'Oignies) en 1956. La fosse devient un puits de service pour la fosse no 8 - 8 bis. La machine d'extraction de 1 200 chevaux est remplacée par un treuil électrique installé à l'opposé.
Le chevalement est donc modifié grâce à de nouvelles bigues et molettes. Les ventilateurs du puits no 7 bis seront changés grâce à ceux récupérés à la fosse no 6. Les charbons remonteront soit par la fosse no 8 soit par la fosse no 9 - 9 bis. Le puits d'aérage no 7 bis est ravalé en 1957. Le 4 mai 1961, la dernière balle de charbon est remontée de l'étage de 444 mètres. En 1965, la production remonte par la fosse no 10. La fosse arrête tout service le 28 mai 1968, les mineurs sont mutés à la fosse no 8 - 8 bis à Évin-Malmaison. La fosse a durant ces années servi à la descente du personnel durant l'exploitation de l'étage 531. Situé trop au nord du gisement, il n'a pas été possible de ravaler le puits à la profondeur de 630 mètres. Les puits, respectivement profonds de 481 et 414 mètres sont remblayés, Aristide Crépin a été chargé d'étudier le projet de remblayage de ces derniers. Le chevalement et toutes les installations sont démolies en 1970. Le terril est entièrement boisé, et n'a jamais été exploité.